# Kang Yun-mi (Shorttrackerin)
Kang Yun-mi (kor. 강윤미; * 10. Februar 1988 in Seoul) ist eine südkoreanische Shorttrackerin.

## Karriere
Kang startete 2003 in Budapest bei den Juniorenweltmeisterschaften und gewann zwei Goldmedaillen. Bei den folgenden Juniorenweltmeisterschaften in Peking gewann sie drei Goldmedaillen. Bei den Weltmeisterschaften 2005 in Peking wurde sie mit der Staffel Weltmeisterin und gewann Silber über 1500 m und Bronze im Mehrkampf. Mit dem Team wurde sie 2005 in Chuncheon und 2006 in Montreal Weltmeisterin. Bei den Olympischen Winterspielen 2006 in Turin
wurde sie mit der Staffel Olympiasiegerin. Sie gewann Gold über 3000 m bei der Winter-Universiade 2007 in Turin.

## Ehrungen
- 2010: Medaille „Blue Dragon“ der Republik Korea.[1]